# 翁長助静
翁長 助静（おなが すけしず / じょせい、1907年（明治40年）8月25日 - 1983年（昭和58年）2月6日）は、日本の教育者。政治家。沖縄県真和志市（現・那覇市）長。

## 来歴
沖縄県真和志間切（のち島尻郡真和志村→真和志市、現・那覇市）に生まれる。沖縄県立沖縄第一中学校（現・沖縄県立首里高等学校）を経て、1926年、沖縄県師範学校本科第二部卒。
沖縄県内の小学校の訓導を経て、1944年、南風原青年学校校長となるが、太平洋戦争は激化する一方で、翁長は妻子を台湾に疎開させた。翌年、米軍上陸による沖縄戦に遭遇し、実父が目の前で被弾し、死亡した。
戦後は小学校校長に復帰し、1948年、真和志村長に当選、1950年に再選したが、選挙の結果更正により、対立候補が当選者となり、村長を失職した。失職後は琉球新報社業務局長、那覇市企画部長、琉球商工会議所事務局長などを歴任。1954年の真和志市長選挙に立候補し、市長に返り咲いた。市長は真和志市が1957年に那覇市に編入されるまで務めた。
その後は立法院議員を1期務め、那覇市教育委員長、沖縄都市建設(株)取締役社長などを務めた。1983年に死去した。

## 栄典
- 勲四等瑞宝章
- 沖縄県功労章

## 著書
- 『私の戦後史』第5集、沖縄タイムス社、1981年。

## 親族
- 長男、翁長助裕 - 沖縄県副知事、沖縄県議会議員
- 三男、翁長雄志 - 那覇市長、沖縄県知事。